# هوهانس مانوکیان
هوهانس گراسیمی مانوکیان (Հովհաննես Գերասիմի Մանուկյան؛ زادهٔ ۱۳ دسامبر ۱۹۷۱) یک دیپلمات، و سیاستمدار اهل ارمنستان است که از تاریخ ۲۰۱۴ تا تاریخ ۲۰۱۵ در دولت هوویک آبراهامیان سمت وزیر دادگستری ارمنستان را برعهده داشت. مانوکیان همچنین از تاریخ ۲۰۱۱ تا تاریخ ۲۰۱۴ سفیر ارمنستان در گرجستان بود.

## زندگی‌نامه
در ۱۳ دسامبر ۱۹۷۱ در گیومری به دنیا آمد و از دانشگاه دولتی ایروان فارغ‌التحصیل شد. 